# Slunéčko mravenčí
Slunéčko mravenčí (Coccinella magnifica) je druh brouka z čeledi slunéčkovití. Tento druh je myrmekofilní a je nejčastěji spojován s komplexem druhů Formica rufa.

## Popis
Délka těla slunéčka mravenčího se pohybuje v rozmezí 6–8 mm. Krovky jsou červené s černými skvrnami a bílou oblastí vepředu. Skvrn bývá většinou 7, přičemž přední 2 jsou výrazně menší a prostřední 2 výrazně větší. Pronotum je rovněž červené s bílými skvrnami vepředu po stranách. Nohy jsou černé. Zespoda jsou na těle 4 bílé skvrny, což je jeden z rozdílů mezi tímto druhem a slunéčkem sedmitečným, které tyto skvrny nemá. Larva ve čtvrtém instaru je šedočerná s oranžovými skvrnami.

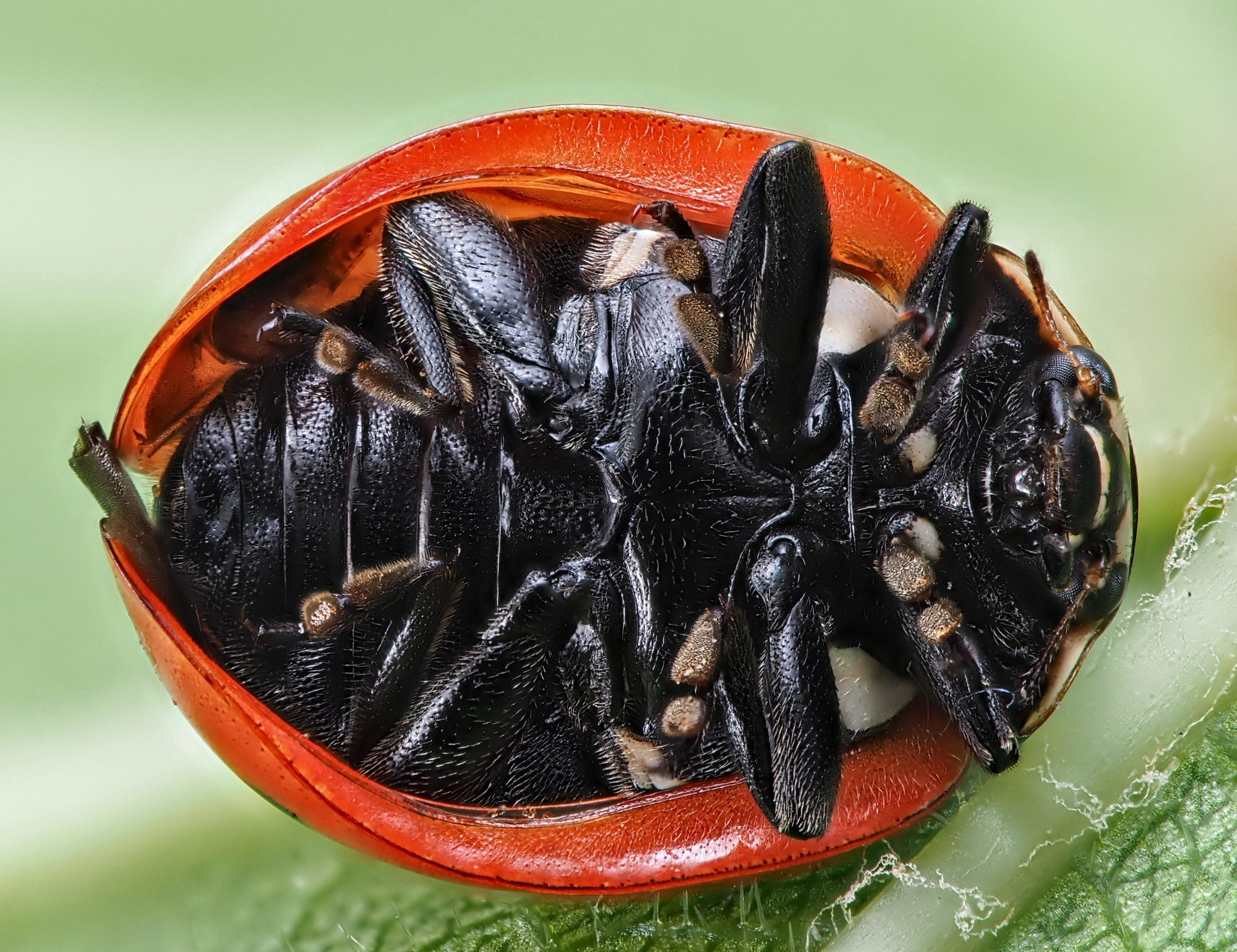
Bílé skvrny na spodní straně těla
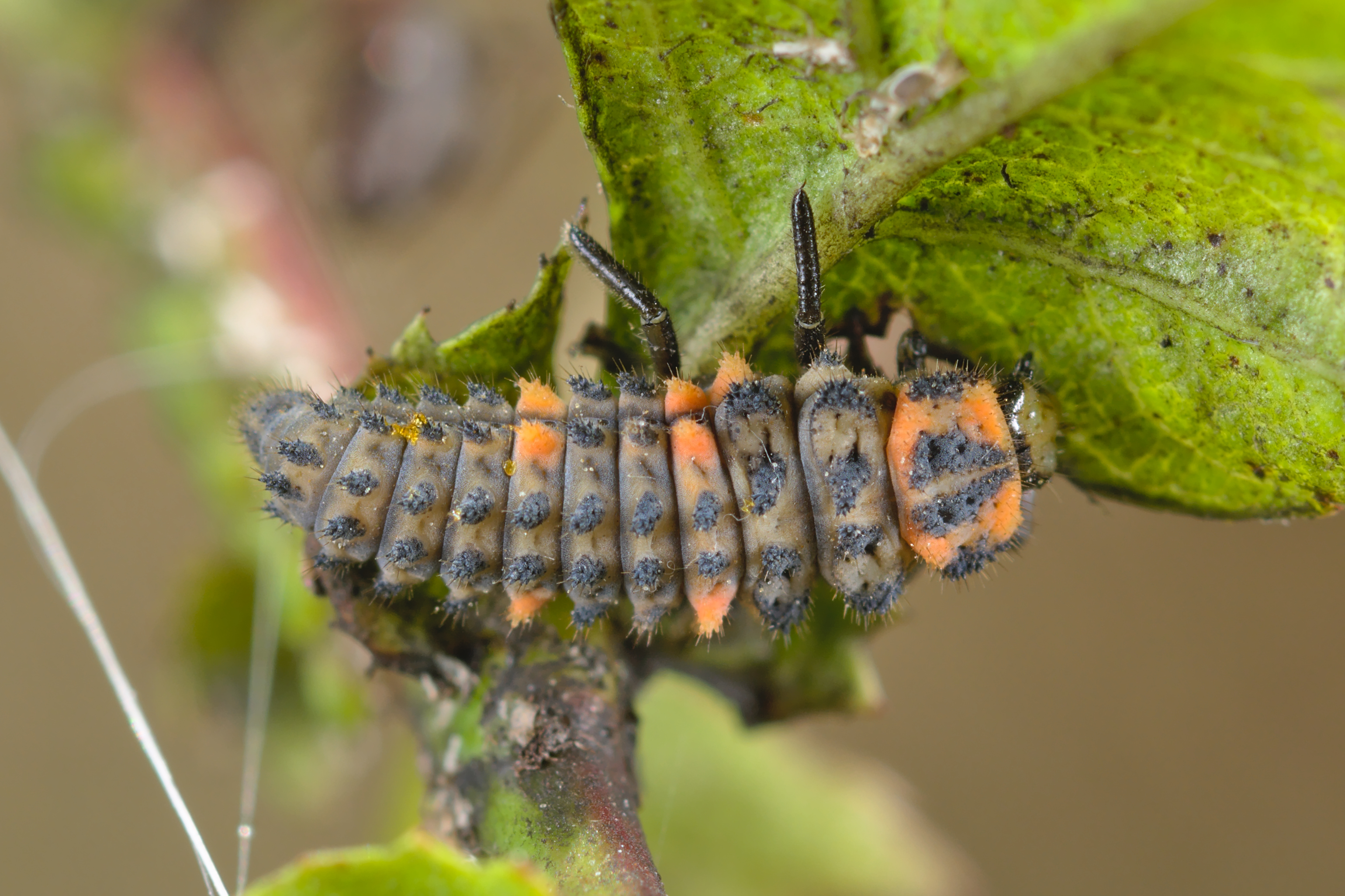
Larva slunéčka mravenčího

## Rozšíření
Slunéčko mravenčí je rozšířeno v celé severozápadní Evropě a ve střední Evropě. Vyskytuje se v blízkosti mravenišť, obvykle v lesích a na vřesovištích.

## Potrava
Stejně jako další druhy z čeledi slunéčkovití se slunéčko mravenčí živí mšicemi, červci, roztoči a pylem.